# Bleeding Gums Murphy
"Bleeding Gums" Murphy (letterlijk vertaald "Bloedend Tandvlees Murphy") is een personage uit de animatieserie The Simpsons. Hij wordt ingesproken door Ron Taylor.
Bleeding Gums was een jazzmuzikant, en een idool van Lisa Simpson. Hij had alleen grote rollen in "Moaning Lisa" en "'Round Springfield", en korte optredens in "Dancin' Homer", "Old Money", "Flaming Moe's , "Radio Bart" en "Lisa's Pony".

## Biografie
Bleeding Gums was een altsaxofoon speler. Zijn verleden is grotendeels onbekend. Wat wel bekend is, is dat hij vermoedelijk de lang-verloren broer is van Dr. Julius Hibbert,
Bleeding Gums was vanaf zijn eerste optreden in de serie de mentor van Lisa Simpson, tot aan zijn dood. Hij leerde zijn muzikale vaardigheden van een blinde saxofoonspeler genaamd Blind Willie. Willie wilde Bleeding Gums zijn saxofoon geven toen hij zelf stopte met optreden, en kreeg toen eindelijk van Bleeding Gums te horen dat zijn "saxofoon" een paraplu was (waardoor hij zich realiseerde dat hij al 40 jaar op een paraplu speelde tijdens optredens).
Bleeding Gums heeft in zijn leven maar een album opgenomen genaamd Sax on the Beach, die zeer lucratief was. In "'Round Springfield" maakte hij bekend dat hij ooit een gastoptreden had in The Cosby Show in 1986.
Bleeding Gums had een gastoptreden in "Dancin' Homer". Daarin zong hij een 26 minuten durende versie van het Amerikaanse volkslied "The Star Spangled Banner".
Hij verscheen ook in "Lisa's Pony", waarin hij een van de juryleden was bij een talentenjacht. Hij gaf Bart een 10 voor zijn imitatie van Schoolhoofd Skinner.

## Dood
Bleeding Gums stierf in de aflevering "Round Springfield". Toen Bart in het ziekenhuis belandde na per ongeluk een metalen speeltje uit een doos Krusty cornflakes te hebben opgegeten, ontdekte Lisa Bleeding Gums in een ander ziekenhuisbed vlakbij. Hij gaf haar zijn saxofoon voor het schooloptreden van die dag. Toen ze later terugkwam was Bleeding Gums overleden, maar de oorzaak van zijn dood is nooit onthuld.
Niemand, behalve Lisa, kwam op Murphy’s begrafenis. Eerwaarde Lovejoy sprak Murphy’s naam verkeerd uit, en noemde hem "Blood and Guts Murphy". Lisa en Bart kochten samen Murphy’s enige album, en lieten dit afspelen over de radio van Springfield als laatste eerbetoon.
In een parodie op De Leeuwenkoning verscheen aan het einde van de aflevering Murphy’s gezicht in de wolken, en bedankte hij Lisa voor haar laatste eerbetoon aan hem (om de parodie verder te benadrukken verschenen er ook andere beroemde personages waarvan James Earl Jones de stem deed, zoals Mufasa uit De Leeuwenkoning en Darth Vader uit Star Wars).

## Creatie
Bleeding Gums Murphy is losjes gebaseerd op Blind Lemon Jefferson.
Bleeding Gums vertelde de oorsprong van zijn bijnaam aan Lisa in "Moaning Lisa": "Well let me put it this way... you ever been to the dentist? Not me. I suppose I should go to one, but I got enough pain in my life as it is."
De stem van Bleeding Gums werd gedaan door Ron Taylor, terwijl zijn saxofoonmuziek werd gedaan door Dan Higgins. In de aflevering "Dancin' Homer" deed Daryl L. Coley een keer zijn stem.
Sinds seizoen twee was Murphy te zien in het openingsfilm van de serie, zelfs na zijn dood.
Naast zijn optreden in de serie deed Murphy ook mee in The Simpsons Sing the Blues, een album met o.a rock en jazzmuziek.